# Bulbostylis festucoides
Bulbostylis festucoides là một loài thực vật có hoa trong họ Cói. Loài này được (Poir.) C.B.Clarke mô tả khoa học đầu tiên năm 1894.